# ザ・リバティーンズ
ザ・リバティーンズ（The Libertines）は、イギリスのロックバンド。ロンドン出身。

## 概要
ガレージロック・リバイバル・ムーブメントにおけるバンドの1つ。バンドの中心人物は、作詞・作曲を共同で行っていたカール・バラーとピート・ドハーティ。当初は目立った成功を収められずにいたが、2000年代前半からしだいに注目を集め、ついにはイギリスチャートでアルバム1位、シングル2位を獲得するバンドとなった。2004年12月にリリースされた2ndアルバム『リバティーンズ革命』は、NMEの年間ベストアルバムで2位に選ばれた。なお、彼らの2枚のアルバムプロデューサーは、イギリスのパンク・ロックバンド、ザ・クラッシュのミック・ジョーンズが担当した。
成功の一方で、バンド内部ではドハーティのドラッグ中毒（クラック・コカインとヘロイン）を原因とするトラブルが絶えず、結果的にこれが2004年の解散につながった。その後、リバティーンズのメンバーはそれぞれの新しいバンド（ベイビーシャンブルズおよびダーティ・プリティ・シングス）で音楽活動を継続した。
2010年8月には一時的に再結成を果たし、レディング・フェスティバルを含むいくつかのライヴを行った。2011年のインタビューでカール・バラーは将来的な活動を否定したものの、その後も断続的にライブを継続。2014年はブリティッシュ・サマータイム・フェスティヴァルatハイドパークでヘッドライナーを務め、ヘッドライン・オブ・ザ・イヤーを受賞した。
2014年12月、新たにVirgin/EMI Recordsと契約を交わしたと発表。ニュー・アルバムのリリースが決まった。2015年6月26日、シークレットゲストとしてグラストンベリーにて新曲を含む19曲を演奏した。2015年9月、3rdアルバムを発表。

## メンバー

### 現在のメンバー
- ピート・ドハーティ (Pete Doherty) ボーカル、ギター
- カール・バラー (Carl Barât) 、ギター、ボーカル、コーラス
- ジョン・ハッサール (John Hassall) ベース、コーラス
- ゲイリー・パウエル (Gary Powell) ドラムス

### 旧メンバー
- スティーブ・バーロウ (Steve Bedlow) ボーカル
- ジョニー・ボーレル (Johnny Borrell) ベース、コーラス
- ポール・デュフール (Paul Dufour) ドラムス　※2022年死去

## 来歴

### 結成〜ラフ・トレードとの契約
ザ・リバティーンズの設立メンバーはカール・バラーとピート・ドハーティ。2人が出会ったのは、バラーが大学で演劇を学び、ドハーティの姉エイミー・ジョーとロンドンのリッチモンドでフラットをシェアしていた時。ドハーティは別の大学で英文学を学んでいた。この時ドハーティは17歳であった。2人は互いの才能と音楽への情熱に気づき、大学を辞め北部ロンドンのカムデン・ロードで共同生活を送るようになる。当初ドハーティはバラーとザ・スミスのモリッシー/マーのような歌手とギタリストの関係になろうとしていた。2人が住んでいた家は、家賃は週60ポンド（約1万2000円）で壊れた裏窓から入り込むしかなく、ドハーティとバラーはシングルのマットレスで一緒に寝ていた。
隣人のスティーブ・バーロウ (Steve Bedlow〈一般的には、Scarborough Steveと呼ばれる〉) とバンドを結成した。バンド名をはじめ「ザ・ストランド (The Strand)」とし、のちに「ザ・リバティーンズ」とした。由来は、マルキ・ド・サドの『ラスト・オブ・ザ・リバティーンズ (Lust of the Libertines)』から（「ジ・アルビオンズ〈The Albions〉」も検討されたが取り下げされた）。ジョン・ハッサールとジョニー・ボーレルと出会い練習を行った。ボーレルが練習に現れなくなり、ハッサールがベーシストとしてバンドに加わった（ボーレルは、のちにレイザーライトのメンバーとなった）。この時点では、まだ固定的なドラマーがいなかった。バンドはギグを行うようになり、多くはドハーティとバラーのフラットが開催地となった。
3曲レコーディングするために、プロデューサーにセックス・ピストルズの作品を手掛けたことのあるグウィン・マシアス(Gwyn Mathias)を迎え、オデッサ・スタジオへ入った。しかし、バンドは自分たちが用意してきたドラマーに落胆し、 マシアスはポール・デュフール (Paul Dufour、別名：ミスター・ラズコックス〈Mr. Razzcocks〉) をヘルプとしてバンドに入れた。デュフールは、50ポンドでレコーディングに加わることを同意した。彼は54歳であり、他のメンバーよりかなり年上だった。年齢差は大きかったものの、デュフールはバンドに加わったことで十分感動していた。バンドは、より多くのレコーディングをし始め、さらに遠くの開催地でギグをするようになった。
2000年5月、バンドはワーナー・ミュージック・グループの弁護士であったペルシャ人女性のバニー (Banny Poostchi) と出会った。バニーはバンドの潜在的な才能を認識して、マネージャーを引き受けた。『Legs 11』のレコーディングを行う。しかし、2000年12月になっても契約が決まらず、デュフール、ハッサール、バニーがバンドを離れていく。バニーは同じようなスタイルで成功しているザ・ストロークスを見て、ラフ・トレード・レコードと6か月以内に契約を交わす計画を立てる。この期間にバンドは多くの曲を書き上げ、結果的に1stアルバムに収録されることになった。バニーはポール・デュフールの年齢が高すぎると考え、ゲイリー・パウエルをドラマーとして加入させた。2001年12月、ラフ・トレードと契約を交わした。
バンドはベーシストが必要となり、ジョン・ハッサールが再度加入した。しかし、バンドの中心はドハーティとバラーであるため、ハッサールはバックグラウンドに留まることを通告される。ドハーティとバラーは、ティーズデール通り112aにあったフラットを一緒に賃借し、アルビオン・ルームズ (The Albion Rooms) と名付けた（彼らのゲリラ・ギグの多くの開催地になった）。

### 『リバティーンズ宣言』
ラインナップが固まったバンドは、より多くのギグをし始め、ザ・ストロークスとザ・ヴァインズ、スーパーグラスのオープニングアクトを務めた。ミュージックプレス中へ名前が広がり、NMEは特にリバティーンズへの関心を持った。
2002年、両A面シングル「ホワット・ア・ウェイスター/アイ・ゲット・ アロング」をリリースしてデビューを果たす。プロデューサーは元スウェードのバーナード・バトラー。シングル発売日と同日、エリザベス2世女王即位50周年記念の祝典が開催されており、バッキンガム宮殿内ではロック・スター参加のコンサートが行なわれ、大々的にテレビ中継されていた。彼等はこれに対抗し、宮殿の道挟んだ向かい側でギグを決行。さらにこのシングルをヴァージン・メガストアで万引きする（その模様は後にシングルとなる「ドント・ルック・バック・イントゥ・ザ・サン」のPV中に挿入されている）。こうしてバンドは反体制派のヒーローとしての立場を確立した。シングルは放送禁止処分となったが、全英37位を記録。
元ザ・クラッシュのミック・ジョーンズをプロデューサーに迎え、1stアルバムのレコーディングを行った。レコーディング中もバンドは可能な限り多くのギグを行なっていた（セックス・ピストルズ、モリッシーのオープニングアクトを含め、2002年だけで100回以上）。
2002年8月、サマーソニックに出演し、初めて日本でライブを行った。ライブはたったの20分程度だったが、ベストアクトの1つに挙げられた。ドハーティは、「日本にいた時はアルカディアにいるようだった」とコメント。
セカンドシングル「アップ・ザ・ブラケット」を9月30日にリリースし、全英29位を記録。続いて10月21日に、1stアルバム『リバティーンズ宣言』をリリース。全英で最高35位どまりだったが世界中の音楽誌から高い評価を得た。NMEアワーズで「ベスト・ニュー・バンド」に選ばれた。バラーがアルビオン・ルームズから独立していく。
2003年4月、日本ツアーを敢行した。約2週間の滞在期間の中で、10回のギグを行うという過密なスケジュールのせいもあってか、札幌公演ではドハーティが2曲目で機材を全て破壊する事件を起こす。ギター1本とツイン・ヴォーカルで札幌の公演を終えた。

### メンバー間の関係悪化
『リバティーンズ宣言』のレコーディングとリリース後のツアー中、ドハーティのドラッグ使用量が大幅に増加していき、他のメンバーとの関係が悪くなっていく。バンドは気難しくなり、パフォーマンスの中にも緊張状態が見て取れるようになった。
2003年5月、ニューヨークで『Babyshambles Sessions』のレコーディングを行う。 バンドへの決意の印として、ドハーティとバラーは腕にタトゥー "Libertine" を入れた。しかし、バラーはドハーティのドラッグとその関係者に嫌気がさし、セッションを途中でやめ、ドハーティはひとりでレコーディングを終えた。セッションはヘレン・スーと呼ばれるファンに与えられ、インターネットで無料公開された（ドハーティが命令したとされている）。
イギリスに戻ると2人の関係はさらに悪くなり、ドハーティはひとりでゲリラ・ギグを行うようになった。バーナード・バトラーをプロデューサーに迎えて「ドント・ルック・バック・イントゥ・ザ・サン」のレコーディングを行うが、ドハーティとバトラーの関係がうまくいかず、ドハーティはめったにレコーディングに現れなかった。
バラーの誕生日が近づいてきた時、ドハーティはバラーとの間の緊張を和らげようと、誕生日を祝う特別なギグを企画した。しかし、バラーはすでに他の友人が開いてくれたパーティへ出席しており、ギグに行くことができなかった。ギグでは、ひとり演奏するドハーティが残された。
バラーがシークレット・ギグに現れなかった後、ドハーティはバンドのヨーロッパ・ツアーへの出発時間に姿を現さなかった。ドハーティはこの時、裏切られたと感じ、バラーと接触するのを拒んでいた。バンドはニックという代わりのギタリストを迎え、ドハーティ抜きでツアーを敢行した。ドイツのライブでは、ザ・クーパー・テンプル・クロースのディズ・ハモンドがボーカルとしてバンドをサポートした。途中ドハーティがパリのギグから合流しようとするが、ドラッグ問題を理由にバンドへ戻ることを拒否される。その間、ドハーティはベイビーシャンブルズとして活動を続けた。7月、バンドはフジ・ロック・フェスティバル出演のために日本へ向かった。バンドが日本に滞在中、怒り取り乱したドハーティがバラーのフラットに機材等を盗みに侵入し、逮捕されるという事件を起こした。
混乱の中、シングル「ドント・ルック・バック・イントゥ・ザ・サン」がリリースされる。ドハーティ逮捕の話題もあいまって全英11位にまで登りつめた。ドハーティの代役にアンソニー・ロッソマンドを迎えてレディング・フェスティバルに出演。9月、ドハーティが住居侵入罪で、2か月の実刑に処せられる。ドハーティの保証人にバラーがならなかったことに、ファンが非難を浴びせた。

### 『リバティーンズ革命』〜活動停止
ドハーティ釈放の日、バラーが門の前まで迎えに行き、2人は熱い抱擁を交わした。この晩、来ないと思われていたハッサールとパウエルも加わり、チャタムのクラブ「タップ・アンド・ティン」でドハーティ復活記念のギグを行った。NMEギグ・オブ・ザ・イヤーに選ばれる。2003年12月の中頃、ロンドン・フォーラムで3日連続ギグを行い、全てソールド・アウトとなった。最終日の夜には、大勢のファンがステージへ上がってきた。続けて2004年3月、UKツアーを行う。
バニーに代わり、クリエイション・レコーズ創立者のアラン・マッギーがマネージャーとなった（のちにアラン・マッギーは、ダーティ・プリティ・シングスのマネージャーになった）。2ndアルバム制作のためにバーナード・バトラーとスタジオ入りするが、ドハーティとバトラーの関係がうまくいかず、すぐにやめてしまう。前年に公式リリースされたのは「ドント・ルック・バック・イントゥ・ザ・サン」だけであったにもかかわらず、NMEアワーズでベスト・ブリティッシュ・バンドに選ばれた。授賞式で「ドント・ルック・バック・イントゥ・ザ・サン」を披露。また、式でドハーティとバラーは、ジークフリート・サスーンの詩「Suicide in the Trenches」を共に暗唱した。
ミック・ジョーンズがプロデューサーに復帰し、スタジオ入りする。しかし、ドハーティのドラッグ癖が戻り、バラーとの関係が張り詰めたものになる。レコーディング初日に2人は大喧嘩をし、2人を喧嘩から引き離すためにセキュリティーが雇われた。ドハーティはリバティーンズの傍ら、友人のウルフマンとコラボレートし、シングル「フォー・ラヴァーズ」をリリース。全英7位を記録。バラーは、ウルフマンとドハーティのドラッグ癖を快く思わなかったが、B面にギターで参加した。アルバムのレコーディングを終えるとドハーティはミキシングとアフレコを他の者に任せて、スタジオから去ってしまう。ドハーティがまともな状態ではなく、レコーディングできたのはわずか10日間であった。2004年5月14日、ドハーティはドラッグ中毒を絶つため、プライオリーへ入る。しかし、すぐにドハーティはプライオリーから抜け出し、1度戻るが、1週間後の6月7日に再び抜け出した。
この間、バラーはウエスト・エンドで開く予定のクラブナイト「ダーティ・プリティ・シングス」の準備をしていた。ドハーティは、プライオリーを2回目に抜け出した日に、クラブナイトのオープニング・パーティーへ顔を出した。バンドメンバーに薬物治療のためタイのワット・タムクラボークへリハビリに行く決意を語った。この晩、楽器を周りから借りながら短いセットのギグを行った。そして、これがリバティーンズ全員揃っての最後のパフォーマンスとなった。
リハビリは再び失敗に終わり、ドハーティは寺院を3日間で去り、ドラッグを求めてバンコクへ向かった。契約上、これ以上ギグをキャンセルするわけにはいかないバンドは、再びロッソマンドを代役に迎え活動を再開。6月17日、ドハーティがイングランドへ帰国したその日に、刃物の不法所持で逮捕される。9月1日、ドハーティはロンドンの裁判所に出廷し、無実を主張。4か月の実刑になる可能性があったが、執行猶予12か月になり実刑を免れた。バラーは、ドハーティをすぐにはバンドへ戻さなかったが、「ドハーティがドラッグ問題を解決すれば、すぐにでもバンドへの復帰を歓迎する」という声明文を出す。しかし、ドハーティは新しく始めたベイビーシャンブルズとしてツアーを敢行、成功し、バンドとの和解の可能性を遠ざけた。
2004年7月、フジ・ロック・フェスティバル出演のために、薬物問題が解決しないドハーティ抜きで日本へ向かった。8月、サマーソニックに飛び入り出演。コメディ・ステージでのライブであったが多くの観客を集めた。
2ndアルバムからの1stシングル「キャント・スタンド・ミー・ナウ」をリリースし、全英2位を記録。末に満を持して2ndアルバム『リバティーンズ革命』をリリースし、全英1位を記録。11月、ラストシングル「ホワット・ビケイム・オブ・ザ・ライクリー・ラッズ」をリリースし、全英9位を記録。バンドは最後の日本公演を行い、全国7か所を周った。
12月17日、ドハーティ不在のままパリで最後のギグを行った。無期限活動停止（事実上の解散）を宣言し、活動にピリオドを打つ。
2005年2月、NMEアワーズで2年連続でベスト・ブリティッシュ・バンドに選ばれた。授賞式でバラーは「ピートに会えなかったのは残念。キスして仲直りするはずだったのに」と、コメント。
その後、ドハーティはベイビーシャンブルズ、バラーとパウエルはダーティ・プリティ・シングス、ハッサールはイエティでそれぞれ活動している。

### 再結成
ドハーティとバラーの2人は、リバティーンズ解散後、数か月間連絡を絶っていた。しかし、2005年4月18日午後11時30分頃、2人は北部ロンドン・ハイゲイトのザ・ブーガールー・バーで再会した。この再会は友好的なものと言われている。2人が再会したのは、ドハーティがタイへ行く直前に会って以来、約10か月ぶりであった。2人は最初神経質になっていたが、抱擁で互いを迎え合い、ソファーに座って会話をした。
次の再会は、2006年7月18日、カムデンのダブリン・キャッスル・パブで行われた。
NMEアワーズ2007で、ドハーティとバラーは再会し、バーへ行く前にテーブルでしばらく話をした。2人が会うのはダブリン・キャッスルの時以来だったが、本当にうまくやっている様子だったとNMEは報告している。
2007年4月12日、ハックニー・エンパイア劇場でドハーティのソロ・パフォーマンスにバラーが参加。その場でドハーティとバラーによるリユニオンが行われ、「タイム・フォー・ヒーローズ」など、リバティーンズのトラックが合計13曲演奏された。コンサートが終わりバックステージの窓から即興ギグも行われ、外で待ち構えていたファンを熱狂させた。
しかし、ドハーティ、バラー共に共演は1回限りだと発言している。バラーはダーティ・プリティ・シングスのニューアルバムに専念しているとインタビューに答えた。一方、ドハーティはソロ・アコースティック・アルバムに加え、ニューアルバム制作の為にスタジオへ入ることを明らかにした。
2007年6月、ビートルズの『サージェント・ペパーズ・ロンリー・ハーツ・クラブ・バンド』40周年記念カヴァー・アルバムのために、ドハーティとバラーが「ア・デイ・イン・ザ・ライフ」をレコーディングした。2人が一緒にレコーディングするのは、2004年4月以来であった。
グラストンベリー・フェスティバルの日曜日のドハーティのソロ・アコースティック・ショーにバラーが参加するのではないかという噂が流れた。ベイビーシャンブルズ、ダーティ・プリティ・シングス共に、土曜日のステージへは出演したが、日曜日の共演は行われなかった。しかし、ドハーティはリバティーンズのトラックでアコースティック・ショーをスタートさせるなど、思いがけないセットを披露した。
ドハーティとバラーが、ロンドンのドンマー・ウエアハウスのためにロックンロール・ミュージカルをコラボレーションする予定だと報道された。しかし、のちにバラーは、ドハーティと新曲を制作しているという噂を否定した。
2008年7月のインタビューで、バラーはリバティーンズについて「やりかけの仕事」と話した。また、ドハーティと一緒にいた時の純粋さを忘れることができないとも話した。リバティーンズ再結成の質問には「たぶん」と答えている。
2008年9月17日、ドハーティはカムデンのプリンス・オブ・ウェールズ・パブでプライベート・ギグを行っていた。終盤に差し掛かったところ、かつてのバンドメイトのギグに参加するために、バラーがセキュリティに導かれてステージへ上がった。このリユニオンは突発的に行われたものと思われる。「ドント・ルック・バック・イントゥ・ザ・サン」や「タイム・フォー・ヒーローズ」、オアシスの「ドント・ルック・バック・イン・アンガー」などを演奏した。2人が公で一緒に演奏するのは2007年4月のリユニオン以来であった。また、バラーは新しくタトゥー「let's put our futures behind us」を前腕に入れたことを話した。
2008年10月1日、カール・バラー率いるダーティ・プリティ・シングスが2週間のUKツアーの後、解散することが発表された。声明によると、バンドは新しいことを始める時期がきたということ。しかし、新しいこととは、リバティーンズのことではないと付け加えている。
2009年2月、ドハーティはレディング・フェスティバルから数億円で再結成のオファーを受けていたことを明かした。しかしながら、バラーが乗り気でなかったため断っていた。バラーはインタビューに「バンドを解散し自由になれたばかりで、再結成のことで頭をいっぱいにするのは嫌だ。今はダメだ。」と答えている。
2009年2月、NMEアワーズでのインタビューで、バラーは2人はまだリバティーンズのままであると答えている。ドハーティは、2010年にはバラーを説得できるとの予想を話した。また、バラーはソロ・アルバムをリリースする可能性を仄めかした。
2009年5月15日、ロンドンのリズム・ファクトリーで、バラー、ドハーティ、パウエルの3人がライブを行った。これは生前バンドが世話になっていたジョニー・セダッシーの追悼イベントであった。ハッサールは参加せず、ベイビーシャンブルズのドリュー・マコーネルが代役を務めた。演奏された曲は「ホワット・ア・ウェイスター」「アップ・ザ・ブラケット」「キャント・スタンド・ミー・ナウ」など。

## 音楽性
ドハーティとバラーは異なった音楽的影響を受けてきた。ドハーティは主にザ・ジャム、ザ・スミス、チャス・アンド・デイヴ、ジ・オンリーワンズから、バラーはヴェルヴェット・アンダーグラウンド、ジャンゴ・ラインハルト、ザ・クラッシュ、ドアーズから影響を受けている。本では、ドハーティはウィリアム・ブレイク、エミリー・ディキンソン、トーマス・チャタートンなどを好み、バラーはサキやエドワード時代の機知に富んだものを好んだ。
レコーディングは、かなりローファイに行われた。ミキシングとアフレコは最小限に抑えられ、最終的にレコーディングされた音は生に近く、洗練されていないものとなった。リバティーンズの登場により、それまでアメリカ一辺倒だったUKチャートへ、多くのイギリス新人バンドが現れるようになった。ザ・ビュー、ザ・ピジョン・ディテクティヴズ、ザ・メトロスなど、後進のバンドへ影響を与えている。

## 来日公演
- 2002年
  - 8/17,8/18 大阪/東京　SUMMER SONIC '02
- 2003年
  - "THE LIBERTINES JAPAN TOUR 2003"
    - 4/8　 名古屋 CLUB QUEATTRO
    - 4/9　 心斎橋 CLUB QUATTRO
    - 4/10　福岡　DRUM LOGOS
    - 4/11　京都　CLUB METRO
    - 4/13　新宿 LIQUID ROOM
    - 4/14　新宿 LIQUID ROOM
    - 4/15　原宿アストロホール /MO'SOME TONEBENDER
    - 4/16  仙台　CLUB JUNK BOX
    - 4/17  札幌　PENNY LANE 24
    - 7/25 FUJI ROCK FESTIVAL'03（ピートは不参加）
- 2004年(全公演ピートは不参加）
  - 8/1 FUJI ROCK FESTIVAL'04
  - 8/3 SHIBUYA-AX
  - “THE LIBERTINES JAPAN TOUR 2004”
    - 11/24 広島 CLUB QUATTRO
    - 11/25 福岡 Zepp Fukuoka
    - 11/27 名古屋 CLUB DIAMOND HALL
    - 11/29 東京 Zepp Tokyo
    - 12/1  川崎 CLUB CITTA'
    - 12/2  大阪 なんばHatch
    - 12/3  京都 CLUB METRO

## ディスコグラフィ

### アルバム
| 発売年 | タイトル                                                                                         | UKチャート |
| ------ | ------------------------------------------------------------------------------------------------ | ---------- |
| 2002年 | リバティーンズ宣言 (Up The Bracket)                                                              | 35         |
| 2004年 | リバティーンズ革命 (The Libertines)                                                              | 1          |
| 2007年 | ベスト・オブ・ザ・リバティーンズ〜TIME FOR HEROES (Time for Heroes - The Best of The Libertines) | 23         |
| 2015年 | リバティーンズ再臨 (Anthems for Doomed Youth)                                                    | 3          |
| 2023年 | 東部遊歩道異常なし(On The Eastern Esplanade)                                                     | 1          |

### シングル
| 発売年 | タイトル                                                                          | UKチャート |
| ------ | --------------------------------------------------------------------------------- | ---------- |
| 2002年 | ホワット・ア・ウェイスター (What A Waster)                                        | 37         |
| 2002年 | アップ・ザ・ブラケット (Up The Bracket)                                           | 29         |
| 2003年 | タイム・フォー・ヒーローズ (Time For Heroes)                                      | 20         |
| 2003年 | ドント・ルック・バック・イントゥ・ザ・サン (Don't Look Back Into The Sun)         | 11         |
| 2004年 | キャント・スタンド・ミー・ナウ (Can't Stand Me Now)                               | 2          |
| 2004年 | ホワット・ビケイム・オブ・ザ・ライクリー・ラッズ (What Became Of The Likely Lads) | 9          |